# Monte Pigna
Il Monte Pigna è una cima delle Alpi Liguri alta 1768 m. Fa parte del lungo crinale che divide la Valle Pesio (a ovest) da quella dell'Ellero. 

## Accesso alla vetta
La montagna si può raggiungere facilmente da Lurisia Terme con gli impianti di risalita del comprensorio sciistico che prende proprio il nome dalla cima oppure a piedi, lungo la strada di servizio alle piste. Raggiunto il punto culminante si può proseguire sul crinale fino alla Cima Gardiola.
Alternativamente è possibile accedervi dalla Vall'Ellero: in particolare, superata Prea, si può salire fino in auto fino alla borgata di Sant'anna ove si parcheggia; quindi si prosegue per circa un'ora su strada sterrata fino all'arrivo della funivia. Dalla stazione a monte servono ancora circa 45 minuti per arrivare in cima.